# Parahydriena hyalina
Parahydriena hyalina är en insektsart som beskrevs av Frederick Arthur Godfrey Muir 1924. Parahydriena hyalina ingår i släktet Parahydriena och familjen Tropiduchidae. Inga underarter finns listade i Catalogue of Life.